# Vele ammainate
Vele ammainate è un film del 1931 diretto da Anton Giulio Bragaglia

## Trama
A causa di una tempesta, la goletta comandata dal Capitano subisce ingenti danni e viene rimorchiata in un porto dei tropici. Il Capitano inizia a frequentare una taverna nella zona portuale e perde tutto al gioco. Nel locale conosce la cameriera Aurora, sola e  maltrattata dal proprietario e tra i due nasce l'amore. Intanto un affarista propone al Capitano di trasformare la goletta in bisca ed egli, avendo perduto i soldi per le riparazioni, accetta. Gli affari vanno bene, ma il Capitano e i suoi marinai vivono questa situazione con fastidio. Quando l'affarista vuol imporre al Capitano di cedergli la goletta, egli riesce a sottrarre Aurora dalle mire del taverniere ed organizza, assieme all'equipaggio, una fuga che ridà la libertà a loro ed al veliero.

## Produzione
Vele ammainate, che per diverso tempo fu annunciato con il titolo provvisorio di Mare poi cambiato perché sembrava quello di un documentario, fu prodotto dalla "Cines" nei primi mesi del 1931,  

La protagonista Dria Paola in un fotogramma del film

Carlo Fontana ed Enrica Fantis

Gli interni furono realizzati nel teatro 3 dell'azienda di produzione romana di via Vejo dove furono ricostruiti gli ambienti tipici di una città portuale, mentre gli esterni furono girati a Genova, a Savona, su un transatlantico e, per la scena della tempesta, nelle acque di Anzio.

Fotogramma del film: il veliero trasformato in bisca

Dopo la decisione di Stefano Pittaluga di riavviare la "Cines" adeguandone gli impianti per la produzione di film sonori, quasi tutti i più importanti registi italiani del momento, da Blasetti a Camerini, da Almirante a Campogalliani confluirono nella nuova azienda. Tra di essi anche Anton Giulio Bragaglia, molto attivo nel teatro, ma la cui attività cinematografica si era limitata alla realizzazione, nel 1917, di alcune pellicole mute legate al movimento futurista (tra cui Thaïs e Perfido incanto) accolte in modo molto negativo sia dalla critica che dal pubblico, come riconobbe a quel tempo lo stesso regista.
Nonostante ciò, il legame di Anton Giulio Bragaglia con le correnti artistiche d'avanguardia indusse Pittaluga (che poi morirà improvvisamente nel maggio del 1931, proprio nel periodo in cui Vele ammainate era in lavorazione) a chiamare anche lui alla  "Cines". In questa occasione Bragaglia fu affiancato come co-sceneggiatore, assistente e montatore dal fratello Carlo Ludovico, che poi diventerà uno dei registi più prolifici della cinematografia italiana.
L'intento del regista era quello di trasferire sullo schermo le tendenze artistiche innovative sperimentate sul palcoscenico del "Teatro degli Indipendenti", di cui fu il direttore e che restò in attività a Roma dal 1923 al 1936. Per una coincidenza, il movimento futurista di cui Anton Giulio Bragaglia era stato uno degli esponenti, realizzò nello stesso periodo (marzo - aprile  1931), auto-prodotto da un gruppo di artisti torinesi, un film dal titolo Velocità che venne presentato a Parigi, Londra e Barcellona.
Sul set di Vele ammainate lavorarono due scenografi che poi ebbero un ruolo di rilievo nel cinema italiano: Gastone Medin (arrivato alla "Cines" assieme al gruppo della rivista cinematografo di Blasetti), che resterà in attività sino all'inizio degli anni sessanta, ed Ivo Perilli che in seguito, dopo aver tentato la regia nella sfortunata vicenda di Ragazzo, sarà sino all'inizio degli anni settanta uno dei più richiesti sceneggiatori. Altro assistente di Bragaglia sul set fu Ferdinando Maria Poggioli, anche lui proveniente dal gruppo di Blasetti e poi futuro regista.

Anton Giulio Bragaglia sul set di Vele ammainate

Per questo film fu scritturata presso la "Cines" anche un'intera orchestra per suonare quella che venne presentata - in un vano sforzo di promozione - come «una delle più forti e toccanti sinfonie descrittive del maestro Carabella». Due dei principali interpreti del film, Carlo Fontana ed Enrica Fantis, che ebbero un breve periodo di notorietà nei primi anni trenta, scomparvero abbastanza rapidamente dai cast degli anni successivi.
In una scena, viene cantata la canzone Vaje lontane - L'emigrante, scritta da Nino Saraceni e Ettore Montanaro, presentata alla X Maggiolata di Ortona del 1930.

## Accoglienza e critica
Vele ammainate, benché fosse terminato a metà del 1931, uscì poi, anche a causa delle conseguenze per la "Cines" della morte di Pittaluga, nel dicembre  1931 e neanche questa seconda esperienza registica di Anton Giulio Bragaglia ebbe successo, accolta con giudizi negativi da tutta la critica e da manifestazioni di dissenso anche rumoroso del pubblico nei pochissimi giorni in cui riuscì a restare in distribuzione.
I commenti andarono dal «risultato assai modesto, ritmo lento, monotono, povertà narrativa mal rabberciata con facili dettagli; film mediocre che probabilmente non avrà neppure successo commerciale [in quanto] "merce" raffazzonata e scadente» al meno duro, ma egualmente negativo, «esperimento [che] prova quanto la pratica del cinematografo sia lunga e difficile e come la preparazione più brillante ed i requisiti più sicuri non esentino nessuno dalla necessità di un faticoso tirocinio». E, pur riconoscendone la bontà dell'aspetto scenografico e della fotografia, Vele ammainate fu considerato «talmente slegato che anche il buono ne soffre. Si può con qualsiasi ideuzza costruire un buon film, ma  qui ...».
L'insuccesso indusse Anton Giulio Bragaglia a rinunciare al cinema, rientrando nel teatro, e quindi Vele ammainate restò la sua unica esperienza nella cinematografia sonora (salvo due poco noti documentari Cosenza tirrenica e Floridiana, realizzati quasi vent'anni dopo nel 1950). Il film ebbe uno strascico legale quando l'interprete Carlo Fontana venne querelato e condannato per aver risposto con frasi minacciose a Belisario Randone, che aveva criticato sulle pagine di un quotidiano la sua prestazione e questa vicenda fu l'unica occasione nella quale le cronache tornarono ad occuparsi del film.